# Jiří Kodym
Jiří Kodym (*únor 1979 v Praze) je český tanečník. Sólista baletu Národního divadla v Praze, držitel ceny Thálie za rok 2005.

## Životopis
V letech 1989-1997 studoval Taneční konzervatoř v Praze. Po absolvování studia nastoupil na stáž v Kolíně nad Rýnem. Od roku 1997 je členem baletu Národního divadla v Praze, kam nastoupil jako sborista, postupem času začal dostávat i větší role (Pas de trois v Labutím jezeře či Kavalír a Kocour v Šípkové Růžence). Na jaře roku 2002 byl jmenován sólistou. Od této doby ho čekaly také mnohé titulní role, díky svému jevištnímu projevu a umění vytvořil hlavní role v takových baletních titulech jako je Labutí jezero (princ Siegfried), Romeo a Julie (Romeo), Louskáček (Louskáček), Othello (Othello) a především pak v baletu Oněgin v choreografii Johna Cranka, kde spolu s Terezou Podařilovou vytvořili titulní role Taťány a Oněgina. Oba za svůj jevištní výkon získali také ceny Thálie za rok 2005. Za tento výkon získal také cenu Phlip Morris Ballet Flower, je tak jediným tanečníkem, který získal tyto dvě ocenění v jeden rok. Nominován byl také na Cenu Komerční banky, na toto ocenění byl nominován za roli Tybalta v baletu Romeo a Julie v choreografii Youriho Vamose.
Vedle klasického repertoáru se také uplatňuje v moderních choreografiích jak Jiřího Kyliána (Dítě a kouzla, Sinfonietta, Návrat do neznámé země, Petite Mort a Last Touch), tak i Petra Zusky (Mezi horami, Ways, Brel – Vysockij – Kryl/Sólo pro tři, D.M.J. 1953–1977, Smrt a dívka) aj.